# Kaalasjärvi
Kaalasjärvi (nordsamiska: Gálásjávri) är en by vid Kalixälven, vid sjön Kaalasjärvi i Kiruna kommun, intill länsväg BD 870, cirka 15 kilometer sydväst om Kiruna i Norrbottens län.
Den förste kände bosättaren var troligen Johan Olsson Keloka (f. 1780) men man vet inget mer om honom. Mickel Henriksson från Killingi (f. 1797) beviljades åborätten på hemmanet i Kaalasjärvi år 1830, vid den tiden kallades det för Luspaniemi. Vid folkräkningen 1890 hade orten 49 invånare.
Tack vare det mindre frostkänsliga läget kunde jordbruk bedrivas i området, men även möjligheter till fiske och bra kommunikation via älven ledde till att människor kunde slå sig ned på platsen. Många av de äldsta husen finns bevarade och även många kåtor av olika slag, vilket tyder på samiskt inflytande i byns historia. Jordbruk bedrivs inte längre. Gudstjänst hålls i Kaalasvuoma hembygdsgård.
Statistiska centralbyrån klassade Kaalasjärvi som en småort vid avgränsningen 1990, men sedan 1995 räknas den inte längre som småort. I augusti 2020 fanns det enligt Ratsit 43 personer över 16 år registrerade med Kaalasjärvi som adress.
För att komma till byarna Kaalasluspa och Fjällnäs måste man passera genom Kaalasjärvi.

## Personer från Kaalasjärvi
- Mickel Mickelsson (1832-1903), grundare till byn Puoltsa (Harjunenä).[10][11]